# Electrovamp
Electrovamp é uma dupla de electro-pop formada pelas irmãs Kally (17) e Tammy-Jay (18) em 2007, na cidade de Caerphilly, País de Gales. No mesmo ano as meninas lançaram na net sua primeira música, "I Don't Like the Vibe in the VIP", e no começo de 2008 lançaram o single oficial no iTunes, com alguns remix e um clip para a música.Atualmente trabalham na produção de seu primeiro álbum.Elas possuem músicas como I Don't Like The Vibe In The V.I.P. , Drinks Taste Better When They're Free, X Larger, I Love What you do . A gravadora é a Island Records.